# Classe Brooklyn
Gli incrociatori leggeri della classe Brooklyn erano potenti navi americane nate per contrastare gli incrociatori giapponesi della classe Mogami, rispetto ai quali avevano una considerevole superiorità numerica, essendo nove contro quattro, mentre l'armamento principale, che era di quindici cannoni da 152mm in cinque torri trinate era leggermente inferiore ai 155 nemici, così come era la corazzatura dalla parte giapponese.
La costruzione delle prime quattro unità venne autorizzata con l'esercizio fiscale del 1929, ulteriori tre nel 1933 e i restanti due nel 1934. I nove incrociatori ricevettero i nomi di altrettante città americane: Brooklyn, Philadelphia, Savannah, Nashville, Phoenix, Boise, Honolulu, St. Louis ed Helena.

## Caratteristiche
I “Brooklyn” avevano uno scafo con il ponte di coperta continuo e poppa a specchio. L'opera viva aveva un bulbo prodiero relativamente pronunciato e a mezza nave nella carena erano posizionate due alette antirollio.
Le installazioni aeronautiche, una gru e due catapulte, erano posizionate a poppa estrema, ove trovava sistemazione anche un'ampia aviorimessa chiusa, a livello del ponte di coperta, da un portellone scorrevole; l'aviorimessa si estendeva verso il basso sino al ponte di secondo corridoio ed era dotata di un elevatore per la movimentazione dei velivoli, con la possibilità di imbarcare contemporaneamente fino a sei esemplari, caso unico per degli incrociatori americani. La posizione e la disposizione delle sistemazioni aeronautiche, tali da garantire una maggiore sicurezza e più ampi spazi operativi risultarono particolarmente indovinate e furono adottate per tutte le successive classi di incrociatori e navi da battaglia immesse in servizio sino al termine della seconda guerra mondiale; per la prima volta su unità maggiori statunitensi le sistemazioni aeronautiche trovarono posto nella zona poppiera, mentre nelle precedenti classi di incrociatori della U.S. Navy hangar e catapulte erano situati a centro nave.

### Propulsione
L'apparato motore era composto da otto caldaie Babcock & Wilcox, collocate a due a due in quattro locali contigui seguiti, verso poppa, dai due locali macchine che alloggiavano turbine e riduttori, da quattro assi con relative eliche e da un timone semicompensato. La potenza era di 100.000 hp e consentiva alle unità della classe di raggiungere la velocità massima di 32 nodi.

### Armamento
L'armamento principale era costituito da cinque torri triple da 152/47 di nuova concezione, i cui cannoni, ad alzo indipendente, avevano 60° di elevazione massima. Le torri dei Brooklyn avrebbero equipaggiato anche i successivi incrociatori leggeri della classe Cleveland e della classe Fargo.
Le cinque torri trinate dell'armamento principale erano disposte tre a prora, con la torre “2” sopraelevata rispetto alla “1” e alla “3” e due a poppa, con la torre “4” in posizione sopraelevata rispetto alla torre “5”, in una configurazione detta superfiring.
Una lunga tuga correva da poppavia della torre “3” sino a proravia della torre “4” e, sulla sua sommità, trovavano sistemazione nell'ordine, da prora verso poppa, il blocco plancia-torrione, sovrastato dalle direzioni di tiro dei cannoni prodieri, un albero a stilo con relativo alberetto, i due fumaioli, cilindrici ed inclinati all'indietro, un secondo albero e una struttura, sul cielo della quale erano posizionate le direzioni di tiro dei cannoni poppieri. All'altezza del blocco plancia-torrione e dei fumaioli erano sistemati otto cannoni singoli da 127/25 antiaerei, disposti quattro per lato, tre in coperta e uno sopraelevato, che costituivano l'armamento antiaereo pesante.
L'armamento leggero antiaereo venne costantemente incrementato durante il conflitto; le iniziali mitragliere quadruple da 28 mm (scarsamente affidabili) e le mitragliatrici da 12,7mm vennero sostituite da quattro impianti quadrupli Bofors 40 mm e da quattro o sei impianti binati dello stesso tipo. Sul finire del conflitto vennero imbarcate anche una ventina di mitragliere da 20 mm Oerlikon.

### Elettronica
Le dotazioni elettroniche erano inizialmente assenti e iniziarono ad essere installate nel 1941-42, e sul finire del conflitto comprendevano un radar di scoperta aerea SK o SK-2, vari radar di navigazione e scoperta navale, impianti di direzione del tiro Mk 13 per l'armamento principale, direzioni di tiro Mk 51 asserviti ai cannoni da 40mm Bofors e direzioni del tiro Mk 12 per i cannoni da 127/38 sulle unità in cui tali cannoni vennero installati.

### Corazzatura
La corazzatura era tra le migliori fra gli incrociatori leggeri dell'epoca: il ridotto tra la torre “1” e la torre “5” era protetto, ai lati, da piastre da 102mm di spessore, rastremate a 38mm verso prora e verso poppa; la protezione dei ponti variava dai 76mm del ponte di coperta ai 52 mm del ponte di primo corridoio, mentre lo spessore della corazzatura delle barbette e delle torri dell'artiglieria principale raggiungeva 127mm ed il torrione corazzato di comando raggiungeva 165 mm di spessore massimo.

## Classe St. Louis
Le ultime due navi della classe, USS St. Louis (CL-49) ed Helena (CL-50), beneficiarono delle esperienze maturate con la costruzione delle prime sette unità e furono completate con alcune variazioni e migliorie. L'apparato motore era disposto a gruppi alternati, con una sistemazione più razionale e tale da garantire una maggiore affidabilità in caso di colpi a bordo. Le sovrastrutture risultarono più raccolte in quanto la struttura su cui insistevano le direzioni del tiro del gruppo di fuoco poppiero venne spostata verso prora, favorendo più ampi campi di tiro per le armi antiaerei. St. Louis ed Helena imbarcavano anch'essi otto cannoni da 127 mm, però del nuovo modello 127/38 cannoni duali antiaerei e antinave, raggruppati su quattro impianti binati in installazione completamente chiusa, tale da fornire maggiori sicurezza e protezione per armieri e serventi. USS St. Louis (CL-49) e USS Helena (CL-50) costituirono una sottoclasse denominata Classe St. Louis.

## Servizio
Le unità della classe Brooklyn vennero consegnate alla US Navy in poco più di un anno e mezzo, tra il settembre 1937 e il maggio 1939: primo ad essere consegnato alla US Navy fu l'incrociatore Philadelphia, consegnato il 23 settembre 1937, mentre l'ultimo fu il St. Louis, consegnato il 19 maggio 1939.
Nel periodo precedente l'entrata in guerra degli Stati Uniti, tutte le unità furono utilizzate nella normale attività di squadra, sia in Atlantico sia nel Pacifico.
Alcuni Brooklyn furono utilizzati in Atlantico per la scorta a convogli diretti in Gran Bretagna durante il periodo della neutralità americana.

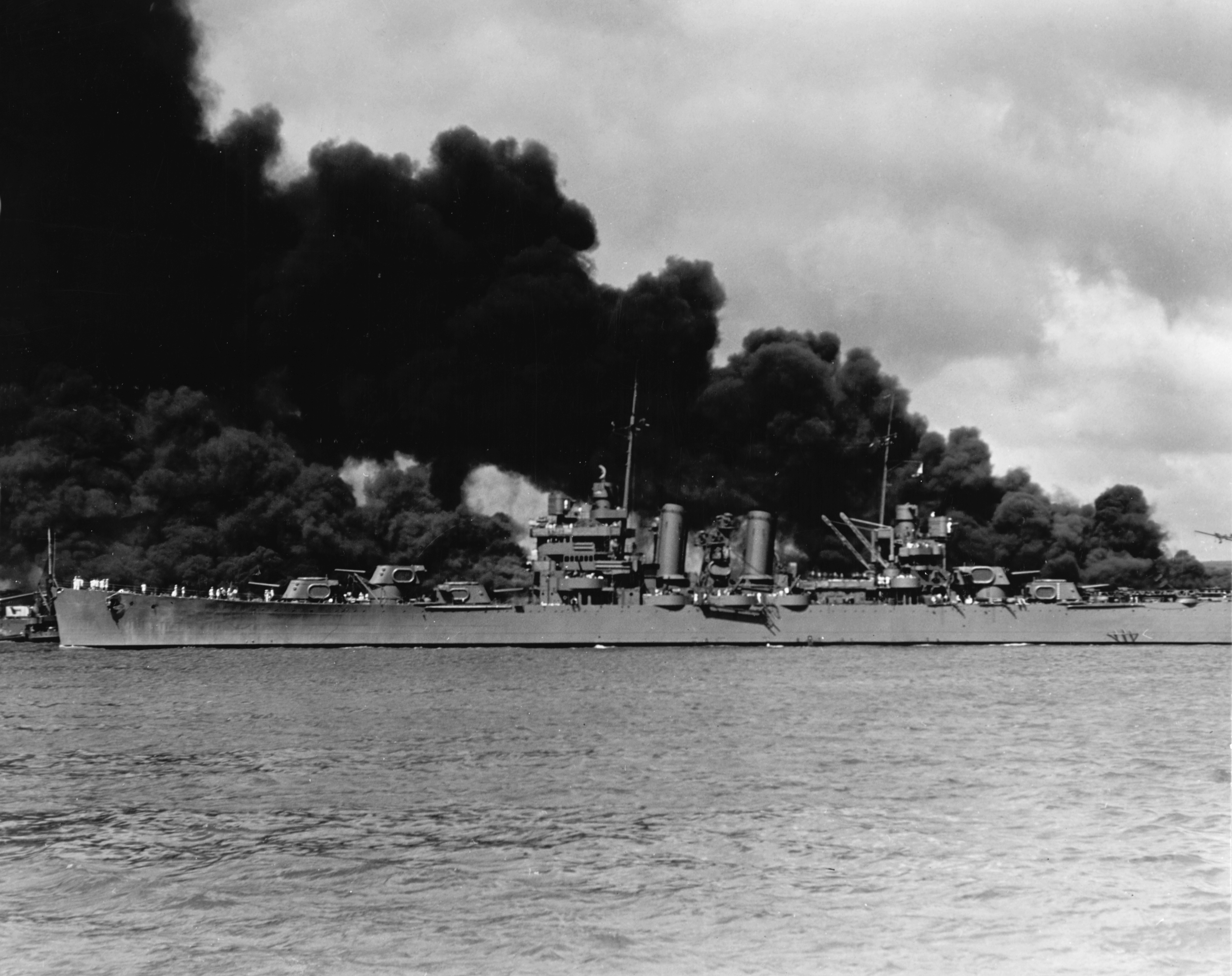
L'incrociatore USS Phoenix il giorno dell'attacco a Peal Harbour, il 7/12/1941, vicino alle corazzate Arizona e Virginia, entrambe in affondamento

Phoenix, Honolulu, St. Louis ed Helena, inquadrati nella Flotta del Pacifico, il 7 dicembre 1941 si trovavano a Pearl Harbor e nel corso dell'attacco giapponese, l'incrociatore Helena riportò gravi danni, essendo stato colpito da un siluro sganciato da un velivolo giapponese, rientrando in squadra solamente dopo l'estate del 1942, dopo un lungo ciclo di lavori.
Nel corso del 1942 i Brooklyn operarono nel Pacifico in un periodo concitato e difficile per le forze americane. Il St. Louis venne destinato a Kodiak in Alaska per effettuare sortite contro il traffico dei convogli nemici in quell'area. Il Nashville il 18 aprile era inquadrato nella “Task Force 16” che comprendeva le portaerei Enterprise ed Hornet, dai cui ponti di volo quel giorno, dopo che il gruppo operativo aveva raggiunto un punto situato 500 miglia a levante delle coste giapponesi, decollarono i bombardieri B-25 che, al comando del tenente colonnello James Doolittle, effettuarono l'incursione aerea su Tokyo e bombardarono altri obiettivi sul territorio metropolitano giapponese. A maggio il Nashville venne dislocato nella zona di Dutch Harbor al fine di contrastare i movimenti navali giapponesi nella zona. Nel corso del 1942 l'utilizzo più intensivo dei “Brooklyn” fu però concentrato nel Pacifico sud-occidentale, in particolare a partire da agosto, in concomitanza dell'inizio della campagna di Guadalcanal. Tra le numerose azioni che, in quel periodo, videro protagonisti i Brooklyn, la battaglia di Capo Esperance, a cui presero parte Helena e Boise, in cui presso l'isola Rennell la notte tra l'11 ottobre e il 12 ottobre, le navi del gruppo di cui facevano parte i due Brooklyn affondarono l'incrociatore pesante Furutaka e il cacciatorpediniere Fubuki, con alcuni colpi del Boise andati a segno sul cacciatorpediniere Marina imperiale giapponese e danneggiarono pesantemente l'incrociatore pesante Aoba, colpito dalle salve sparate da Helena, Salt Lake City, San Francisco e da due cacciatorpediniere del gruppo; nello scontro il Boise venne colpito dall'incrociatore Kinugasa, nel magazzino munizioni tra la torre "1" e la torre "2" con l'esplosione che causò la morte di 117 componenti dell'equipaggio, tra cui tutti coloro che occupavano le tre torri prodiere. Il Boise fece ritorno al cantiere navale di Philadelphia, dove venne sottoposto ai lavori di riparazione dal 19 novembre 1942 al 20 marzo 1943 ed al rientro in servizio venne inviato nel Mediterraneo.

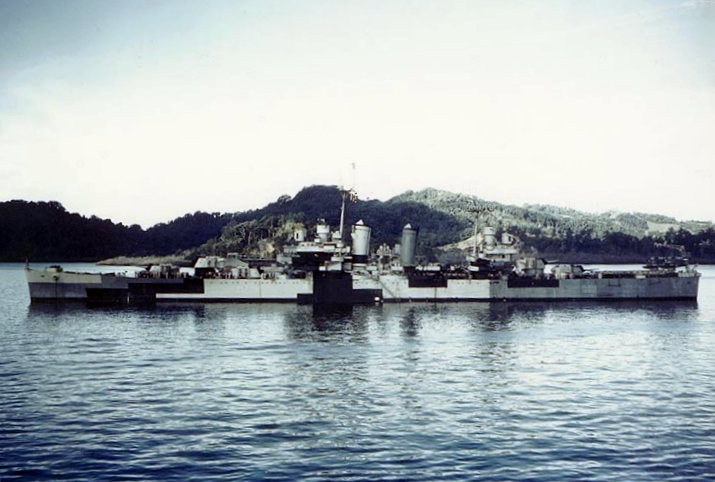
L'incrociatore USS Honolulu in colorazione mimetica

I Brooklyn vennero impiegati nelle acque delle isole Salomone nel 1943 e, nella notte tra il 5 e il 6 luglio, nel corso della battaglia del Golfo di Kula tre siluri lanciati dai cacciatorpediniere giapponesi Suzukaze e Tanikaze affondarono l’Helena. Pochi giorni dopo, l'11 luglio Honolulu e St. Louis, insieme all'incrociatore neozelandese Leander, nel corso della battaglia di Kolombangara affondarono l'incrociatore leggero giapponese Jintsu. Nello scontro Honolulu e St. Louis vennero danneggiati ed in particolare il St. Louis ricevette un siluro nella zona di prua.
Nel novembre 1942 Brooklyn, Philadelphia e Savannah presero parte agli sbarchi in Africa settentrionale bombardando postazioni di militari fedeli al Regime di Vichy rispettivamente a Fedhala, Safi e Kasba nel Marocco francese.
A luglio del 1943 le stesse unità, con l'aggiunta del Boise, effettuarono numerosi bombardamenti controcosta durante gli sbarchi in Sicilia e le successive fasi dell'avanzata alleata verso lo stretto di Messina.

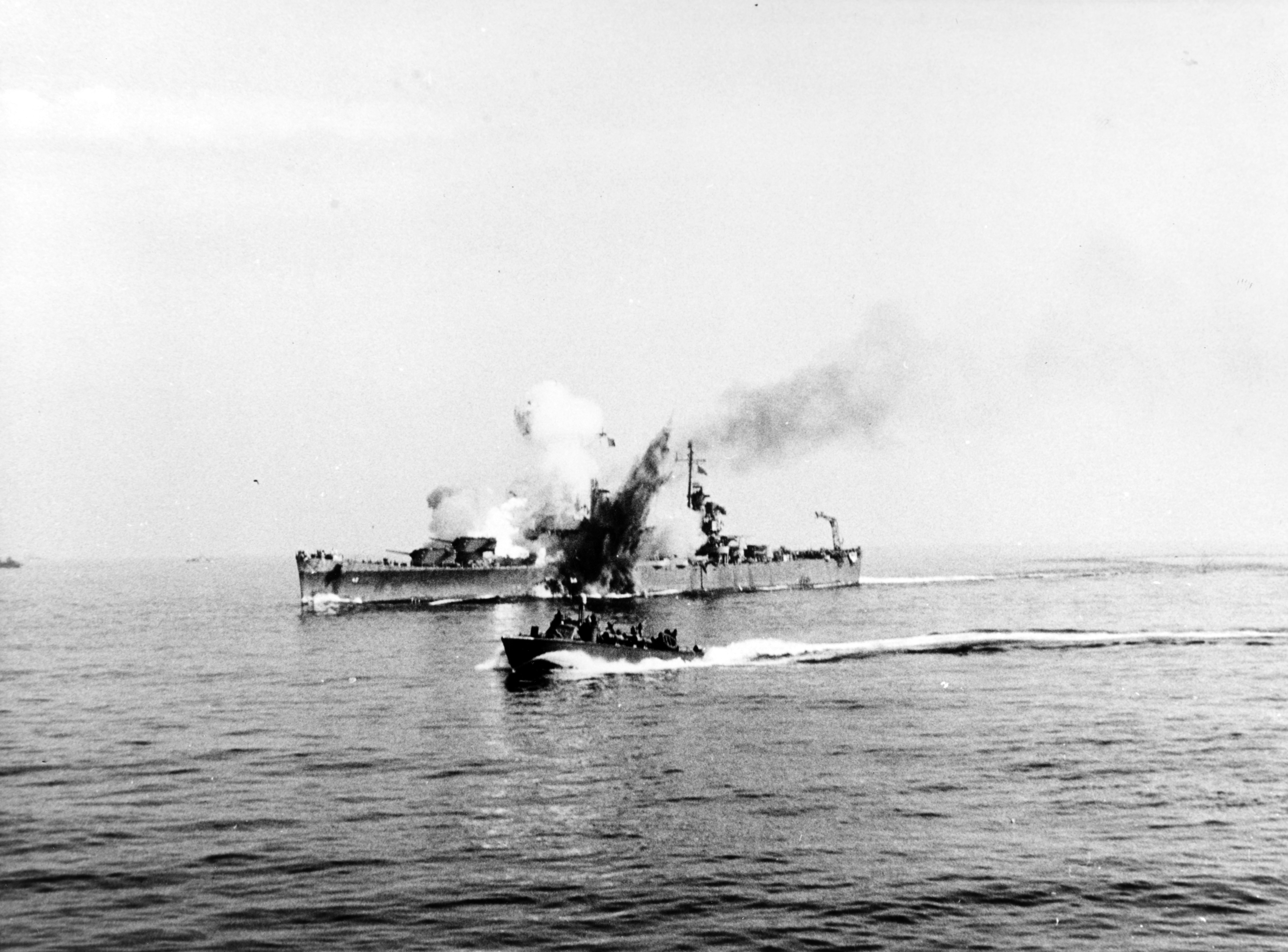
L'incrociatore USS Savannah colpito da una bomba tedesca Fritz X

L'8 settembre 1943, in concomitanza alla proclamazione dell'armistizio firmato dall'Italia, avveniva lo sbarco a Salerno, cui presero parte Philadelphia e Savannah, e contemporaneamente il Boise prendeva parte all'occupazione della base navale di Taranto per poi raggiungere nei giorni successivi il golfo di Salerno, dove l'11 settembre il Savannah venne colpito da una bomba radioguidata Fritz X sganciata da un velivolo tedesco e dello stesso tipo di quella che due giorni prima aveva affondato la corazzata Roma e che nell'incrociatore americano perforò la scudatura della torre “3”, esplodendo nel sottostante deposito di munizioni, causando danni ingenti a bordo e 197 morti tra gli uomini dell'equipaggio; grazie anche al notevole addestramento delle squadre addette al controllo dei danni, il Savannah, assistito da due rimorchiatori, riuscì a raggiungere Malta e successivamente, dopo un lungo periodo di lavori durato otto mesi, rientrò in servizio estesamente modificato.
Gli incrociatori Brooklyn e Philadelphia vennero impiegati tra gennaio e febbraio 1944 durante lo sbarco di Anzio e nell'agosto dello stesso anno in Provenza dove, in particolare, il 21 agosto i germanici dislocati nello Château d’If e sugli altri isolotti della baia di Marsiglia si arresero a bordo del Philadelphia.
Venute meno le più pressanti esigenze nelle acque europee, i Brooklyn operarono ancora nel Pacifico e in Estremo Oriente sino alla fine del conflitto. Nashville, Phoenix, Boise e Honolulu presero parte nell'ottobre 1944 alla Battaglia del Golfo di Leyte in cui il 20 ottobre l’Honolulu venne colpito da un siluro lanciato da un aereo giapponese con le riparazioni che si protrassero sino all'agosto 1945, mentre il successivo 13 dicembre il Nashville fu danneggiato da un kamikaze al largo delle Filippine, rientrando in squadra dopo un ciclo di lavori di raddobbo e facendo in tempo, insieme al St. Louis, a essere presente a Shanghai quando ebbe termine l'occupazione della città da parte giapponese.
Il Savannah a gennaio del 1945, scortò l'incrociatore pesante USS Quincy su cui imbarcava il presidente Roosevelt diretto a Jalta, mentre a luglio del 1945 il Philadelphia scortò l'incrociatore pesante USS Augusta che trasportava il neo-presidente Truman diretto in Europa, per prendere parte alla conferenza di Potsdam.
Al termine del secondo conflitto mondiale i Brooklyn furono tutti collocati in riserva. L’Honolulu fu radiato nel 1947 e demolito nel 1949 mentre il Savannah, la cui ricostruzione aveva consentito di aggiornarne l'elettronica e l'armamento quasi allo standard dei successivi “Cleveland”, dopo essere dismesso il 3 febbraio 1947, venne radiato il 1º marzo 1959 e venduto per demolizione il 25 gennaio 1960.
Le altre cinque unità, insieme all'unità superstite del tipo Saint Louis invece ebbero una lunga “seconda vita”, nelle marine del Sud America.

## Unità
Unità Brooklyn
| US Navy - Classe Brooklyn | US Navy - Classe Brooklyn | US Navy - Classe Brooklyn | US Navy - Classe Brooklyn | US Navy - Classe Brooklyn | US Navy - Classe Brooklyn | US Navy - Classe Brooklyn | US Navy - Classe Brooklyn                                             |
| Nome                      | Sigla                     | Cantiere                  | Impostazione              | Varo                      | Entrata in servizio       | Disarmo                   | Destino finale                                                        |
| ------------------------- | ------------------------- | ------------------------- | ------------------------- | ------------------------- | ------------------------- | ------------------------- | --------------------------------------------------------------------- |
| USS Brooklyn              | CL-40                     | New York Navy Yard        | 12 marzo 1935             | 30 novembre 1936          | 30 settembre 1937         | 3 gennaio 1947            | Al Cile il 9 gennaio 1951 e ribattezzato O'Higgins                    |
| USS Philadelphia          | CL-41                     | Philadelphia Navy Yard    | 28 maggio 1935            | 17 novembre 1936          | 23 settembre 1937         | 3 febbraio 1947           | Al Brasile il 9 gennaio 1951 e ribattezzato Barroso                   |
| USS Savannah              | CL-42                     | NY Shipbuilding Camden    | 31 maggio 1934            | 8 maggio 1937             | 10 marzo 1938             | 3 gennaio 1947            | Radiato 1º luglio 1959 e venduto per demolizione                      |
| USS Nashville             | CL-43                     | NY Shipbuilding Camden    | 24 gennaio 1935           | 2 ottobre 1938            | 6 giugno 1938             | 24 giugno 1946            | Al Cile il 9 gennaio 1951 e ribattezzato Prat                         |
| USS Phoenix               | CL-46                     | NY Shipbuilding Camden    | 15 aprile 1935            | 13 marzo 1938             | 3 ottobre 1938            | 3 luglio 1946             | All' Argentina il 12 aprile 1951 e ribattezzato Diecisiete de Octubre |
| USS Boise                 | CL-47                     | Newport News              | 1º aprile 1935            | 3 dicembre 1936           | 12 agosto 1938            | 1º luglio 1946            | All' Argentina l'12 aprile 1951 e ribattezzato Nueve de Julio         |
| USS Honolulu              | CL-48                     | New York Navy Yard        | 10 settembre 1935         | 26 agosto 1937            | 15 giugno 1938            | 3 febbraio 1947           | Venduto per demolizione il 17 novembre 1949                           |

Unità Tipo St. Louis
| US Navy - Classe St. Louis | US Navy - Classe St. Louis | US Navy - Classe St. Louis | US Navy - Classe St. Louis | US Navy - Classe St. Louis | US Navy - Classe St. Louis | US Navy - Classe St. Louis | US Navy - Classe St. Louis                             |
| Nome                       | Sigla                      | Cantiere                   | Impostazione               | Varo                       | Entrata in servizio        | Disarmo                    | Destino finale                                         |
| -------------------------- | -------------------------- | -------------------------- | -------------------------- | -------------------------- | -------------------------- | -------------------------- | ------------------------------------------------------ |
| USS St. Louis              | CL-49                      | Newport News               | 10 dicembre 1936           | 15 aprile 1938             | 19 maggio 1939             | 20 giugno 1946             | Al Brasile il 22 gennaio 1951 e ribattezzato Tamandarè |
| USS Helena                 | CL-50                      | New York Navy Yard         | 9 dicembre 1936            | 28 agosto 1938             | 18 settembre 1939          |                            | Affondato il 6 luglio 1943                             |

## La cessione alle marine sudamericane
Al termine del secondo conflitto mondiale, il ruolo assunto dagli Stati Uniti portò alla costituzione di un'alleanza militare, stipulata con gli stati europei, la NATO, il cui trattato di costituzione venne firmato a Washington il 4 aprile 1949 e portò la Presidenza Truman a presentare, e a far ratificare dal Congresso, il “Mutual Defense Assistance Act”, la cui legge, firmata da parte del presidente Truman, il 6 ottobre 1949, avrebbe consentito agli americani di dare avvio a consistenti aiuti militari non soltanto verso i paesi facenti parte della NATO, ma anche verso tutte le altre nazioni amiche che potevano essere considerate come facenti parte di un unico blocco antisovietico a livello globale.
In precedenza, gli Stati Uniti avevano ratificato il Trattato Interamericano di Assistenza Reciproca noto come “Patto di Rio”, siglato a Rio de Janeiro il 2 settembre 1947 al quale, nel tempo, avrebbero aderito quasi tutti i paesi latino-americani. Il trattato avviava rapporti militari tra gli stati partecipanti, originando un concetto di “difesa emisferica” per l'intero continente dell'America meridionale.
I primi stati latino-americani che beneficiarono, nel campo navale, di quanto disposto dal Mutual Defense Assistance Program furono Brasile, Argentina e Cile.
Nell'immediato dopoguerra, la Flotta della Riserva della US Navy era composta da un grande numero di navi. Per quel che riguarda gli incrociatori, alcuni erano di concezione ormai superata e logorati dal lungo servizio prestato durante la seconda guerra mondiale, mentre i numerosi incrociatori leggeri e pesanti di più recente realizzazione come i “Cleveland” e i “Baltimore” erano ritenuti ancora validi per le esigenze della Marina americana, anche in vista del loro impiego in future situazioni di crisi, o essendone possibile, per un certo numero, l'ammodernamento e la conversione in incrociatori lanciamissili, per cui la scelta delle unità da cedere a condizioni favorevoli a nazioni amiche, si limitava quasi forzatamente, ai soli “Brooklyn”, gli ultimi incrociatori di costruzione prebellica, di cui erano disponibili otto esemplari, e che erano unità sufficientemente moderne e tali da garantire ancora numerosi anni di servizio attivo.
Il 4 gennaio 1951 gli Stati Uniti formalizzavano il trasferimento di sei “Brooklyn”, due ciascuno, ad Argentina, Brasile e Cile. Le unità, cedute secondo i termini del Mutual Defense Assistance Program che ne prevedeva una utilizzazione esclusivamente difensiva.

### Argentina
L'Armada de la República Argentina acquistò dagli Stati Uniti gli incrociatori Boise (CL-47) e Phoenix (CL-46) ribattezzati rispettivamente Nueve de Julio e Diecisiete de Octubre. Nel 1955 il Diecisete de Octubre ebbe un ruolo attivo nel colpo di Stato che portò alla caduta di Perón, dopo la cui destituzione l'incrociatore venne ribattezzato General Belgrano. Nel 1967 il General Belgrano venne dotato di missili terra-aria Sea Cat il cui primo lancio dalla nave viene provato il 4 novembre 1968, diventando così la prima nave militare argentina ad imbarcare missili.
Il Nueve de Julio passò in disarmo nel 1977 e fu subito venduto per la demolizione, mentre il General Belgrano sarebbe stato affondato il 2 maggio 1982 dal sottomarino Royal Navy HMS Conqueror durante la Guerra delle Malvinas.
Unità
| Armada de la República Argentina | Armada de la República Argentina | Armada de la República Argentina | Armada de la República Argentina | Armada de la República Argentina                            |
| Nome                             | Sigla                            | Entrata in servizio              | Disarmo                          | Destino finale                                              |
| -------------------------------- | -------------------------------- | -------------------------------- | -------------------------------- | ----------------------------------------------------------- |
| ARA General Belgrano             | C-4                              | 9 aprile 1951                    |                                  | Affondato durante la guerra delle Falkland il 2 maggio 1982 |
| ARA Nueve de Julio               | C-5                              | 9 aprile 1951                    | 31 ottobre 1977                  | venduto per demolizione il 28 giugno 1981                   |

### Brasile
La Marinha do Brasil acquistò dagli Stati Uniti gli incrociatori Philadelphia (CL-41) e St. Louis (CL-49), che all'atto del trasferimento, avvenuto il 10 gennaio 1951 vennero rispettivamente ribattezzati Almirante Barroso e Almirante Tamandarè, abbreviati successivamente con un provvedimento amministrativo in Barroso e Tamandarè, con il primo andato in disarmo a maggio del 1973 e radiato a novembre dello stesso anno ed in seguito smantellato in un cantiere di demolizione nelle vicinanze del porto di Santos ed il secondo in disarmo il 28 giugno 1976, venduto per la demolizione il 5 agosto a un cantiere di Hong Kong e affondato il 24 agosto successivo, durante una forte burrasca, al largo del Capo di Buona Speranza, mentre ne era in corso il rimorchio verso la sua destinazione finale.
Unità
| Marinha do Brasil | Marinha do Brasil | Marinha do Brasil   | Marinha do Brasil | Marinha do Brasil                            |
| Nome              | Sigla             | Entrata in servizio | Disarmo           | Destino finale                               |
| ----------------- | ----------------- | ------------------- | ----------------- | -------------------------------------------- |
| Barroso           | CL-11             | 21 agosto 1951      | 15 maggio 1973    | Demolito in un cantiere di Santos            |
| Tamandarè         | CL-12             | 6 febbraio 1952     | 28 giugno 1976    | Affondato mentre si avviava alla demolizione |

### Cile
Contemporaneamente alle Marine del Brasile e dell'Argentina, l'Armada de Chile ricevette gli incrociatori Brooklyn (CL-40) e Nashville (CL-43) ribattezzati rispettivamente O'Higgins e Prat, ribattezzato a sua volta Chacabuco nel 1982, quando il Cile acquistò dalla Gran Bretagna HMS Norfolk, un cacciatorpediniere Classe County ribattezzato dai cileni Capitán Prat, mentre ad aprile del 1983 il Chacabuco passò in disarmo e venne venduto a un cantiere di demolizione di Taiwan. L'ultimo Brooklyn a rimanere in servizio fu l'incrociatore O'Higgins ex USS Brooklyn che nonostante fosse stato adibito, nel tempo, a compiti addestrativi e stazionari prestò servizio sino al 1991 e dopo la sua radiazione, venne venduto per demolizione, ma mentre veniva rimorchiato per la demolizione affondò al largo delle isole Pitcairn.
Unità
| Armada de Chile | Armada de Chile | Armada de Chile     | Armada de Chile   | Armada de Chile                              |
| Nome            | Sigla           | Entrata in servizio | Disarmo           | Destino finale                               |
| --------------- | --------------- | ------------------- | ----------------- | -------------------------------------------- |
| O'Higgins       | CL-02           | 12 luglio 1951      | 27 settembre 1991 | Affondato mentre si avviava alla demolizione |
| Capitán Prat    | CL-03           | 12 luglio 1951      | 20 aprile 1983    | Venduto per demolizione                      |